# دیمیتار دیمیتروف (بازیکن فوتبال، زاده ۱۹۹۰)
دیمیتار دیمیتروف (بلغاری: Димитър Ботьов Димитров؛ زادهٔ ۶ ژانویهٔ ۱۹۹۰) بازیکن فوتبال اهل بلغارستان است.
از باشگاه‌هایی که در آن بازی کرده است می‌توان به باشگاه فوتبال زسکا صوفیه اشاره کرد.